# Barkåker
Barkåker is een plaats in de Noorse gemeente Tønsberg, provincie Vestfold. Barkåker telt 1292 inwoners (2007) en heeft een oppervlakte van 1,18 km².